# Оксикоричные кислоты
Оксикоричные кислоты — фенольные соединения С6- С3-ряда, у которых бензольное кольцо связано с карбоксильной группой через этиленовую связь.
R1 = R2 =H — n-оксикоричная кислота (n-кумаровая)
R1=ОН, R2=H — кофейная кислота,
R1=OCH3, R2=H — феруловая кислота,
R1=R2=ОСН3 — синаповая (синапиновая) кислота
Оксикоричные кислоты встречаются практически у всех высших растений. Наиболее широко распространена кофейная кислота. Она часто образует димеры с алициклическими кислотами — хинной и шикимовой. Наиболее известны 3-кофеил-хинная кислота (хлорогеновая) и её изомеры. Подобные сложные эфиры образуют и другие оксикоричные кислоты. Известны эфиры оксикоричных кислот с алифатическими кислотами (винной, яблочной, молочной и др.) и гликозидные формы. Углеводный заместитель в гликозидах присоединяется через фенольный гидроксил или карбоксильную группу. Известно много сложных углеводных производных, нередко оксикоричные кислоты входят в состав белков и полисахаридов.
Свободные оксикоричные кислоты представляют собой чаще бесцветные кристаллические вещества, хорошо растворимые в этиловом и метиловом спиртах, этилацетате, метилированные производные растворяются в эфире и хлороформе. Благодаря этиленовой связи, оксикоричные кислоты способны к цис-транс-изомерии. В растениях обычно преобладает транс-форма. Цис- и транс-формы резко отличаются по физиологической активности. Цисформы оксикоричных кислот стимулируют рост растений, а транс-формы не оказывают действия или даже подавляют его. Для обнаружения в растениях используют их свойство флюоресцировать в УФ-свете и реакции, характерные для фенольных соединений.
Биологическая активность большинства оксикоричных кислот изучена пока недостаточно. Установлено выраженное желчегонное действие феруловой, кофейной, хлорогеновой кислот и особенно цинарина (1,4-дикофеилхинная кислота); п-кумаровой кислоте приписывается туберкуло-статическое действие, сильными антибактериальными свойствами обладает кофейная кислота.